# マデリン・キャロル
マデリン・キャロル（Madeline Carroll、1996年3月18日 - ）は、アメリカ合衆国の女優。カリフォルニア州出身。

## 出演作品
- アイ・キャン・オンリー・イマジン 明日へつなぐ歌 I Can Only Imagine (2018) - シャノン役
- 最高の人生のはじめ方
- 空飛ぶペンギン
- マシンガン・プリーチャー（ペイジ）
- 恋するCafe
- ダブル・ミッション（ファレン）
- ＮＣＩＳ　～ネイビー犯罪捜査班 シーズン7
- プライベート・プラクティス3
- ライ・トゥ・ミー　嘘の瞬間 シーズン1
- コールドケース6
- グレイズ・アナトミー5
- チョイス!
- バイオハザードIII（ホワイトクィーン）
- ストレンジャー・コール
- ナイト・ストーカー